# Côtes de Montravel (AOC)
Côtes de Montravel AOC – nazwa słodkiego, francuskiego, białego wina wytwarzanego w gminach Bonneville-et-Saint-Avit-de-Fumadières, Fougueyrolles, Lamothe-Montravel, Montcaret, Montazeau, Montpeyroux, Ponchapt, Saint-Michel-de-Montaigne, Saint-Vivien oraz południowa część Saint-Méard-de-Gurçon. Wina białe objęte utworzoną w 1937 r. apelacją składają się głównie ze szczepów sémillon, sauvignon blanc, sauvignon gris oraz muscadelle, udział uzupełniającego ondenc nie może przekraczać 10%.
Wina muszą mieć zawartość cukru resztkowego wynoszącą od 8 do 54 g/l.